# Malvina von Humbracht
Louise Ernestine Malvina von Humbracht (* 30. November 1825 in Minden; † 22. Oktober 1891 in Bad Nauheim) war eine deutsche Schriftstellerin.

## Leben
Malvina von Humbracht war die jüngste Tochter des preußischen Oberstleutnants Joseph Franz Ludwig Wilhelm von Humbracht (1783–1850) und seiner Frau Dorothea Luise geb. Stein († 1853). Wegen zahlreicher Versetzungen ihres Vaters lebte sie in der Jugend in den verschiedensten Städten und erhielt ihre Schulbildung teils durch Privatlehrer, teils auf einer Höheren Töchterschule in Magdeburg. Nach dem Tod ihrer Eltern zog sie mit ihrer Schwester Elvira zusammen und veröffentlichte unter dem Pseudonym Louise Ernesti 1856 bei dem Leipziger Verlagsbuchhändler Kollmann ihren ersten Roman Eine Partie nach den Externsteinen. Aufgrund des Erfolges folgten im Laufe der Jahre zahlreiche weitere Romane, Novellen und Reisebeschreibungen.
1863 bis 1882 lebte sie mit ihrer Schwester Elvira auf der Gerbermühle in Frankfurt am Main, einem alten Lehnsgut der Familien Humbracht und Holzhausen, die jahrhundertelang zum städtischen Patriziat gehörten.
1882 übersiedelte sie wegen eines Herzleidens nach Bad Nauheim, wo sie am 22. Oktober 1891 an den Folgen eines Unfalls verstarb. Beim Umgang mit Spiritus hatte sie sich umfangreiche Verbrennungen durch eine Verpuffung zugezogen.

## Werke (Auswahl)
- Eine Partie nach den Externsteinen. 2 Bände. Kollmann, Leipzig 1856.
- Die Heimat im Vaterhause. 4 Teile. Kollmann, Leipzig 1858.
- Geld und Talent. Ein Roman. 3 Teile. Costenoble, Jena 1860.
- Unterwegs. Reise-Novelle. 4 Teile. Kollmann, Leipzig 1860.
- Unverhofft kommt oft. Novelle. Grunow, Leipzig 1862.
- Bilder u. Skizzen aus dem Leben. 2 Bände. Grunow, Leipzig 1864.
- Waldemar Bookhouse oder der Wert eines Namens. Roman von Luise Ernesti. 2 Bände. Grunow, Leipzig 1864.
- Die Tochter des Spielers. Roman. 3 Bände. Grunow, Leipzig 1865.
- Die Aristokratin und der Fabrikant. 4 Bände. Costenoble, Jena 1865.
- Zwei Fürstinnen. Roman. 2 Bände. Costenoble, Jena 1867.
- Ein unerfülltes Wort. Roman. 3 Bände. Hermsdorf, Jena 1867.
- Unauflösliche Bande. Roman. 2 Bände. Dürr, Leipzig 1869.
- Totes Kapital. Roman. 4 Bände. Jena 1870.
- Die Eremitin von St. Cloud. Roman. Costenoble, Jena 1873.
- Ein neues Jahr – ein neues Leben. Roman. Fischer, Norden 1873.
- Ein kaiserlicher Wahlspruch. Roman. 2 Abtheilungen. Costenoble, Jena 1874.
  - 1. Die Glieder eines Stammes und ihres Hauses. Vorgeschichte. 2 Bände.
  - 2. Die neue Zeit und das neue Geschlecht. 3 Bände.
- Ersehntes Glück. Roman. Schottländer, Breslau 1883.
- Gleiche Wege – andere Ziele. Roman. 3 Bände. Costenoble, Jena 1887.